# 宋金战争
宋金战争，是从1125年－1141年金军南侵，灭北宋、占领中原开始，1161年－1164年；1206年－1207年；1216年－1219年，金军屡次对宋朝进行的侵略性战争，直到端平元年（1234年）蔡州之战，南宋联合蒙古帝国灭亡金朝。

## 前奏
宋徽宗统治时期，女真人在首领完颜阿骨打带领下崛起，金國建立并发动对宗主国辽朝的战争（详见金灭辽之战）。北宋主动派人同金朝签订海上之盟，联合攻打辽朝。金军连夺辽朝四京，而宋军在攻打辽南京时却被辽朝大将耶律大石击败，于是金朝出兵夺取辽南京，至此辽朝五京全部陷落。1125年，辽天祚帝在逃亡西夏的途中被金军截击俘虏，辽朝灭亡。金朝在灭辽之战中见到北宋的软弱无能，便萌生灭宋之意，但金太祖完颜阿骨打执意要与宋和好，所以宋金之间暂时没有战争。1123年金太祖病逝后，其弟完颜吴乞买即位，史称金太宗，太宗皇帝即位后着手准备发动对宋战争。
女真人久居北方寒冷之地，不耐酷暑。金軍一般是盛夏休戰，而於秋冬季節弓勁馬肥之際南侵，攻勢一般從秋天開始，春天結束，宋人於是稱之為「防秋」。春末金軍退兵，即將進入盛夏季節，則是宋軍北伐之時。

## 過程

### 金奪中原戰爭
金朝攻滅北宋後，1127年五月初一，宋徽宗第九子康王趙構在應天府（今河南商丘）被擁立為帝，史稱宋高宗，建立南宋，當時仍然控制河南与關中地区。金國聞訊後又派兵南下，意圖滅亡宋朝殘餘势力。宋高宗害怕，逃到了建康。同時中原抗金隊伍四起，而南宋還有開封留守宗澤等人堅決抵抗金軍，宗澤一直主張渡黃河出擊金國，但是宋高宗一味偏安江南，宗澤最後憂憤而死。
金國於1130年派遣完顏兀朮南下，一度渡過長江，直逼临安，將宋高宗追到海裡，在燒殺搶掠一番後撤軍，途中在黃天盪之戰被宋將韓世忠截擊圍困四十日之久，直至金軍趁大風日火攻逃過宋軍防線才得以倖免。同年秋，完顏兀朮率大軍攻打川陝，意圖在宋朝防線西部打開缺口，再自四川順長江流而下。宋金兩軍戰於富平，宋軍敗績，大將吳玠奪得兵權，在重整宋軍後，先後在和尚原之戰、饒鳳關之戰和仙人關之戰中大破金軍，為宋金戰爭中金軍最大的一次敗績。
金國在北方扶植漢人劉豫建立“劉齊”政權，企圖透過傀儡政權「以漢治漢」，但該政權每次南下都被宋軍擊敗，而名將岳飛於1134年北進奪回了襄陽六郡，岳家軍聲名大振，金人感嘆「撼山易，撼岳家軍難」。岳飛、韓世忠等人北伐中原，收復大片土地。1135年金太宗病逝，金熙宗即位，金朝厭倦為救援劉齊而出動兵馬，遂在1137年撤銷劉齊，與南宋簽訂「天眷議和」，金割讓河南、陝西等新佔地，以黃河為界，南宋固守半壁江山，取得暫時和平。
之後完顏兀朮殺完顏昌，權傾朝野，於1140年再度南下伐宋，攻佔河南、陝西。之後宋將八字軍劉錡於安徽順昌之戰大敗兀朮。岳飛聞訊後率軍北伐，在郾城之戰中大破金軍，一路勢如破竹，直逼大宋故都汴梁。但是宋高宗在宰相秦檜勸阻下決定屈膝求和，連下12道金牌令岳飛撤軍。岳飛在悲憤中退回南方後，宋高宗下詔剝奪了岳飛、韓世忠等人的兵權，並且殺害岳飛於風波亭。宋金於1141年簽訂「紹興和議」，宋朝屈膝稱臣，並與金以秦嶺淮河線為界，此後90年大致以此界南北對峙。

### 海陵王侵宋失敗
1161年（紹興三十一年）九月，金主完颜亮在弑金熙宗篡位后撕毁和约，倾全国60万大军南下灭宋。宋高宗採納宰相陈康伯的建議，主导抗金。南宋积极应对，四面迎敌。危难之际，陈康伯要求宋高宗亲征建康（今南京）。九月，西路金軍由鳳翔府大散關入川界三十里，以騎兵攻黃牛堡，守將李彥堅向四川宣撫使吴璘告急，吴璘抱病指揮，擊退金軍，趁勢收復秦洮隴華陝商虢七州。金中路軍自蔡州攻光化軍，鄂州駐紮御前諸軍都統制吳拱遣游奕軍統制張超增援，超率軍剛入城，金軍數百騎隨即而至，兩軍展開巷戰，金軍敗績后金軍相繼攻下信阳军、羅山縣、光州，圍樊城，吳拱自鄂州率軍進駐襄陽府，派軍馳援樊城，金軍受阻樊城護城河，統制官張平以百騎遇敵破之，副将翟贵和部将王进率軍自樊城殺出，金軍大敗，翟王二將乘勝追擊，遇伏戰死。宋知均州事武鉅乘河南金軍兵力空虛之際，以民兵和官軍復鄧州。
十月，京湖宋軍大舉反攻，相繼克復光州、蔡州、新蔡和平輿。兩浙西路馬步軍副總管李寶率水軍三千，戰船一百二十艘北上，先解海州之圍，後北上至密州膠西唐島，乘金軍無備突襲，火箭齊發，金軍跳海溺死者甚眾，宋軍俘金軍三千，繳獲統軍符印、文書、器甲和糧斛數以萬計。金東路軍十月初進至淮河北岸，江淮浙西制置副使、建康府駐紮御前諸軍都統制王權未做抵抗聞風而逃，至使金人渡過淮河，相繼佔領壽春府、廬州、和州、滁州和揚州，逼近長江。宋廷此時遣中書舍人虞允文往前線勞軍，虞允文到達前線後收集潰兵一萬八千人，以步騎列陣江岸，水軍分為五隊，兩隊巡江，一隊部署江中，兩隊隱蔽港中。宋軍在采石之戰中運用火炮擊退完顏亮大軍，金軍被迫退守和州，意圖從瓜州渡江。此時金國後又發生兵變，完颜亮的堂弟曹国公完顏雍於遼陽即位為金世宗，貶完顏亮為海陵王。完顏亮聞訊大怒，命大軍於明日渡江出擊，金軍不願送死，於是兵變殺死完顏亮。
戰爭使宋高宗稱臣求和的政策失败，其后退位。

### 隆興北伐
宋孝宗即位後，立即進行北伐戰爭，最後因宋軍的失敗、金軍也無力南下而告終。
金世宗在穩定局面後与宋議和，繼續維持紹興和議，宋金簽定隆兴和议，戰爭告一段落。

### 宋蒙灭金
隨著蒙古節節勝利，金國已經四面楚歌。1231年蒙軍欲借道宋境，繞道攻金後方，宋拒絕，蒙古拖雷強行通過。蒙軍在1232年三峰山之戰消滅金國的主力部隊，金國實際上已無力回天。宋理宗看到金滅亡在即，無屏蔽之用，就同意聯合蒙古滅金。隨後蒙古攻破汴梁，金哀宗想逃入川中，被宋將孟珙截擊。金哀宗被迫逃入蔡州。1234年，宋蒙聯軍圍住了蔡州城，金哀宗不想做亡國之君，於是傳位於末帝完顏承麟。蔡州城破後金哀宗自縊，末帝死於亂軍之中，金國遂灭亡。